# Feliceto
Feliceto (in corso U Felicetu) è un comune francese di 212 abitanti situato nel dipartimento dell'Alta Corsica nella regione della Corsica.

## Società

### Evoluzione demografica
Abitanti censiti